# A better tomorrow
「a better tomorrow」（ア・ベター・トゥモロウ）はCHEMISTRY31枚目のシングル。2011年2月16日発売。

## 解説
2011年3月2日に発売されたベスト・アルバム『CHEMISTRY 2001-2011』の先行シングル。香港映画『男たちの挽歌』のリメイクであるソン・スンホン主演の韓国映画『男たちの挽歌 A BETTER TOMORROW（原題：무적자）』（2010年9月16日韓国公開）の日本版主題歌で、日本語バージョンで発売。 2010年10月25日の第23回東京国際映画祭での上映（映画祭邦題『男たちの挽歌』）で初公開された。同映画は2011年2月19日に日本公開。
初回限定盤は映画の『男たちの挽歌 A BETTER TOMORROW』とCHEMISTRYの映像が「a better tomorrow」のミュージック・ビデオとして収録。ディレクターは園田俊郎。 
「Keep Your Love」収録ハングル歌唱「a better tomorrow」日本語訳詞と本作は歌詞が異なっているが日本語詞が先に完成されていた。 
2011年2月22日放送「lief」インタビューで3曲目収録・ハングル歌唱の「a better tomorrow」について川畑曰く「発音とかも全く違いますし、ハングル語の作詞をして下さってるパク先生が仮歌からずーっと入って細かいニュアンスまでちゃんとチェックしてもらいながらやったんで逆にハングル語で歌ってる方が馴染んじゃったり。先にそっちだったんで」。 
「Keep Your Love」収録「a better tomorrow」と、「a better tomorrow～World edition～」は同一。「a better tomorrow～World edition～」は2011年2月16日に発売の「男たちの挽歌 A BETTER TOMORROW OST アルバム」に収録。同年2011年8月5日に発売の「男たちの挽歌 A BETTER TOMORROW DVD-BOX」にミュージック・ビデオが収録。

## カップリング曲
「Be Yourself」はCHEMISTRY結成10周年を意識して制作。川畑はデビュー当時の自身へのメッセージ、堂珍は10年間を振り返り前進する意識について歌詞に込めている。 

## 初回限定盤／通常盤初回プレス特典
- 2011年2月16日メルパルクOSAKA・2月19日ZeppTokyoにて開催の「CHEMISTRY + Synergy」とのハイタッチ・イベント参加券
- 「CHEMISTRY 2001-2011」とのW購入者対象プレミアム・スタジオ・ライブチケット・「CHEMISTRY 10th Anniversary Tour -neon-」ミート&グリート招待応募券

## 収録曲
CD　初回限定盤・通常盤共通
1. a better tomorrow
  - 作詞・作曲：宮地大輔／編曲：大野裕一
  - 2011年2月19日日本公開『男たちの挽歌 A BETTER TOMORROW』主題歌
2. Be Yourself
  - 作詞：MIZUE・堂珍嘉邦・川畑要／作曲：UTA・堂珍嘉邦・川畑要／編曲：UTA
3. a better tomorrow 〜World edition〜
  - 作詞・作曲：宮地大輔／韓国語訳詞：박창학（Park Chang-Hark）／編曲：大野裕一

DVD
1. 「a better tomorrow」ミュージック・ビデオ
2. 映画「男たちの挽歌 A BETTER TOMORROW」劇場版予告編